# 하리 새테리
하리 타피오 새테리(핀란드어: Harri Tapio Säteri, 1989년 12월 29일~)는 핀란드의 아이스하키 선수로 포지션은 골텐더이다. 현재 스위스 내셔널 리그의 EHC 빌 소속으로 뛰고 있다. 자국 리그 SM-리가의 팀인 타파라에서 프로 선수 생활을 시작했으며 내셔널 하키 리그(NHL)의 플로리다 팬서스와 애리조나 카이오티스, 콘티넨탈 하키 리그(KHL)의 HC 비탸지와 시비리 노보시비르스크에서 뛰었다.
국제 대회에서는 핀란드 국가대표팀의 소속으로 활동했으며, 2022년 동계 올림픽에서 핀란드 대표팀의 금메달 획득에 기여했다. 또한 세계 선수권 대회에 4회 참가하여 우승 1회(2022), 준우승 1회(2021)를 차지했다.